# Ardito Desio
Pour les articles homonymes, voir Desio (homonymie).

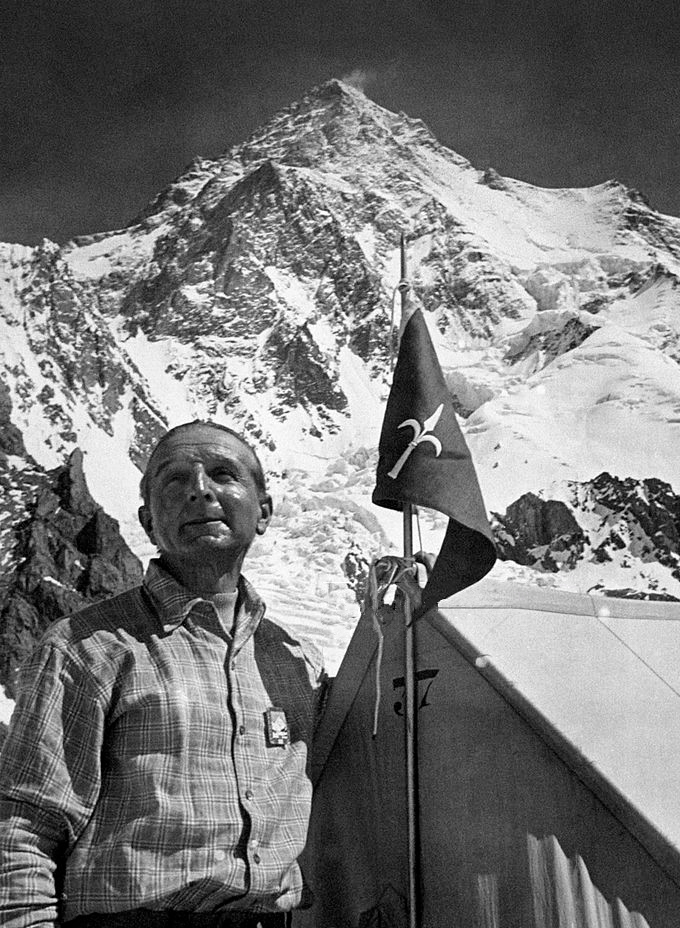
Ardito Desio en 1954.

Le comte Ardito Desio (18 avril 1897, Palmanova - 12 décembre 2001) était un explorateur, alpiniste, géologue et cartographe italien.

## Biographie
Il fait des études de géologie et devient professeur aux universités de Florence, Pavie et Milan où il fonde un institut de géologie qu'il dirige de 1927 à 1972.
Au début des années 1920, il commence ses premières études de terrain dans les Alpes et les Apennins puis dans les îles du Dodécanèse.
En 1926, la Société royale de géographie d'Italie lui confie une expédition dans l'oasis d'Al-Jaghboub dans le désert libyen qu'il traverse de la Méditerranée à la frontière du Soudan en passant par le Fezzan. Jusqu'en 1940 il va ainsi réaliser une série d'études géologiques en Libye, devenant l'un des premiers à trouver du pétrole dans ce pays.
Il fait aussi partie en 1929 d'une expédition au Karakoram qui visite le Nord de l'Inde et le Cachemire. En 1933, il escalade le Damavand en Iran puis, en 1937-1938, explore l'Est de l'Éthiopie. En 1940, il visite le Tibesti et l'Albanie.
De 1952 à 1955, il fait trois expéditions dans l'Hindou Kouch. Il dirige ainsi l'expédition italienne qui a atteint le sommet du K2 le 31 juillet 1954 avec les alpinistes Lino Lacedelli et Achille Compagnoni. Cette ascension retentissante lui apporte une grande renommée. Il est après cela impliqué dans le procès et les violentes polémiques qui opposent le Club alpin italien à Walter Bonatti, victime d'une authentique calomnie sur sa contribution à la victoire finale de l'expédition sur le deuxième sommet de la planète (8 611 m).
En 1961, il explore encore le Nord-Est de l'Afghanistan, passe en Antarctique et, en 1962, de nouveau explore le Karakoram. De 1967 à 1970, il visite la Birmanie et les Philippines et de 1971 à 1975, mène plusieurs études au Pakistan.
Invité par les autorités chinoises, il étudie le Tibet en 1980 et, âgé de plus de 90 ans, visite en 1989-1990 les laboratoires EVK2 construits au pied de l'Everest, établis à la suite de la réalisation de son projet, initié en 1987, de nouvelle mesure de l'altitude de la plus haute montagne du monde. Benoît Chamoux participe à l'expédition qui mesure par un système de triangulation, l'altitude de 8 846 m.

## Œuvre
- La conquête du K2, Arthaud, 1957